# Martensville-Blairmore (circonscription saskatchewanaise)
Pour les articles homonymes, voir Martensville et Blairmore.
Circonscription électorale provinciale du Canada
Martensville-Blairmore est une circonscription provinciale de la Saskatchewan représentée à l'Assemblée législative de la Saskatchewan depuis 2024.

## Géographie
En 2024, la circonscription inclut la ville de Martensville, le quartier Blairmore (en) de Saskatoon, la ville de Dalmeny, ainsi que le hameau de Cathedral Bluffs (en) et les zones rurales environnantes de la municipalité rurale de Corman Park No 344 (en).

## Liste des députés
| Législature                                                                                                   | Années | Député | Député | Parti |
| Martensville-Blairmore Circonscription issue de Martensville-Warman, Saskatoon Fairview et Biggar-Sask Valley | Martensville-Blairmore Circonscription issue de Martensville-Warman, Saskatoon Fairview et Biggar-Sask Valley | Martensville-Blairmore Circonscription issue de Martensville-Warman, Saskatoon Fairview et Biggar-Sask Valley | Martensville-Blairmore Circonscription issue de Martensville-Warman, Saskatoon Fairview et Biggar-Sask Valley | Martensville-Blairmore Circonscription issue de Martensville-Warman, Saskatoon Fairview et Biggar-Sask Valley |
| --- | --- | --- | --- | --- |
| 30e | 2024–en cours                                                                                                 | | Jamie Martens (en)                                                                                            | Saskatchewanais                                                                                               |